# Franck Hueber
Pour les articles homonymes, voir Hueber.
Pas d'image ? Cliquez ici

a Compétitions nationales et continentales officielles uniquement.

Franck Hueber, né le 26 mars 1972 à Tarbes, est un joueur français de rugby à XV évoluant au poste de demi de mêlée. Privé du titre de champion de France en 1993 sur une erreur d'arbitrage, il devient entraîneur à la fin de sa carrière de joueur. Il a pour frère Aubin Hueber.

## Biographie
Franck Hueber est issu d'une famille qui pratique le rugby. Son frère, Aubin, connaît lui aussi une carrière au plus haut niveau, totalisant 23 sélections en équipe de France.
Formé au Stadoceste tarbais, il y reste jusqu’à la saison 1991-1992
Franck Hueber rejoint ensuite le FC Grenoble où il fait notamment partie de l'équipe des Mammouths de Grenoble qui est privée du titre de champion 1993, défait 14 à 11 par le Castres olympique sur une erreur d'arbitrage.
Les Grenoblois dominateurs ne comptent seulement que deux petits points d'avance à la 62e minute quand Francis Rui, l'ouvreur Tarnais tape une chandelle que Franck Hueber attrape de volée et aplatit dans son en-but, puis dans son mouvement relâche le ballon. C'est après qu'aplatit à son tour le deuxième ligne castrais Gary Whetton. L'arbitre, Daniel Salles, valide l'essai sans consulter son arbitre de touche.
Les images montreront que Hueber avait aplati et que l'essai n'était donc pas valable.
De plus, un essai d'Olivier Brouzet est également refusé aux grenoblois ce soir-là. Jacques Fouroux en conflit avec la Fédération crie au complot.
L'arbitre reconnaît treize ans plus tard qu'il a commis une faute d'arbitrage ce jour-là, privant ainsi les Grenoblois du titre,.
Les grenoblois sont alors très virulents à l'égard de l'arbitre et surtout de la Fédération française de rugby qui ne prônait alors pas le jeu agressif.
Un t-shirt avec la photo de Franck Hueber aplatissant le ballon dans l'en-but grenoblois avec la mention « Hold-up au Parc » est créé pour l'occasion, reprenant la une du quotidien sportif L'Équipe intitulé « Il n'y avait pas essai ! ».
L'année suivante, il atteint avec le club alpin les demi-finales du championnat de France 1993-1994, défait 22 à 15 par l’ AS Montferrand.
Il poursuit ensuite sa carrière au Stade français pendant une saison en Groupe B2 avant de retourner au Stadoceste tarbais en  Groupe A2 lors de la saison 1995-1996.
Franck Hueber joue ensuite au FCS Rumilly de 1996 à 2001, puis après un arrêt de quelques saison pour raisons professionnel où il dirige alors une agence d’intérim il termine sa carrière au CS Bourgoin-Jallieu lors de la saison 2001-2002.
Après sa carrière de joueur, il embrasse la fonction d'entraîneur. Il devient entraîneur du Blagnac SCR qui évolue en Fédérale 1. Lors de la saison 2006-2007, il mène le club à l'accession en Pro D2 mais ne l'accompagne pas dans la division supérieure. Il est rappelé au poste d'entraîneur six mois après, en janvier 2008, en compagnie de Thierry Mentières, car le club haut-garonnais lutte pour se maintenir en Pro D2. Son retour n'empêche toutefois pas la relégation du club en fin de saison. Par la suite, il part entraîner l'US Montauban avant de rejoindre Cahors pour la saison 2011-2012.

## Palmarès
Avec le FC Grenoble
- Championnat de France de première division :
  - Vice-champion (1) : 1993
  - Demi-finaliste (1) : 1994